# 東湖桜花園

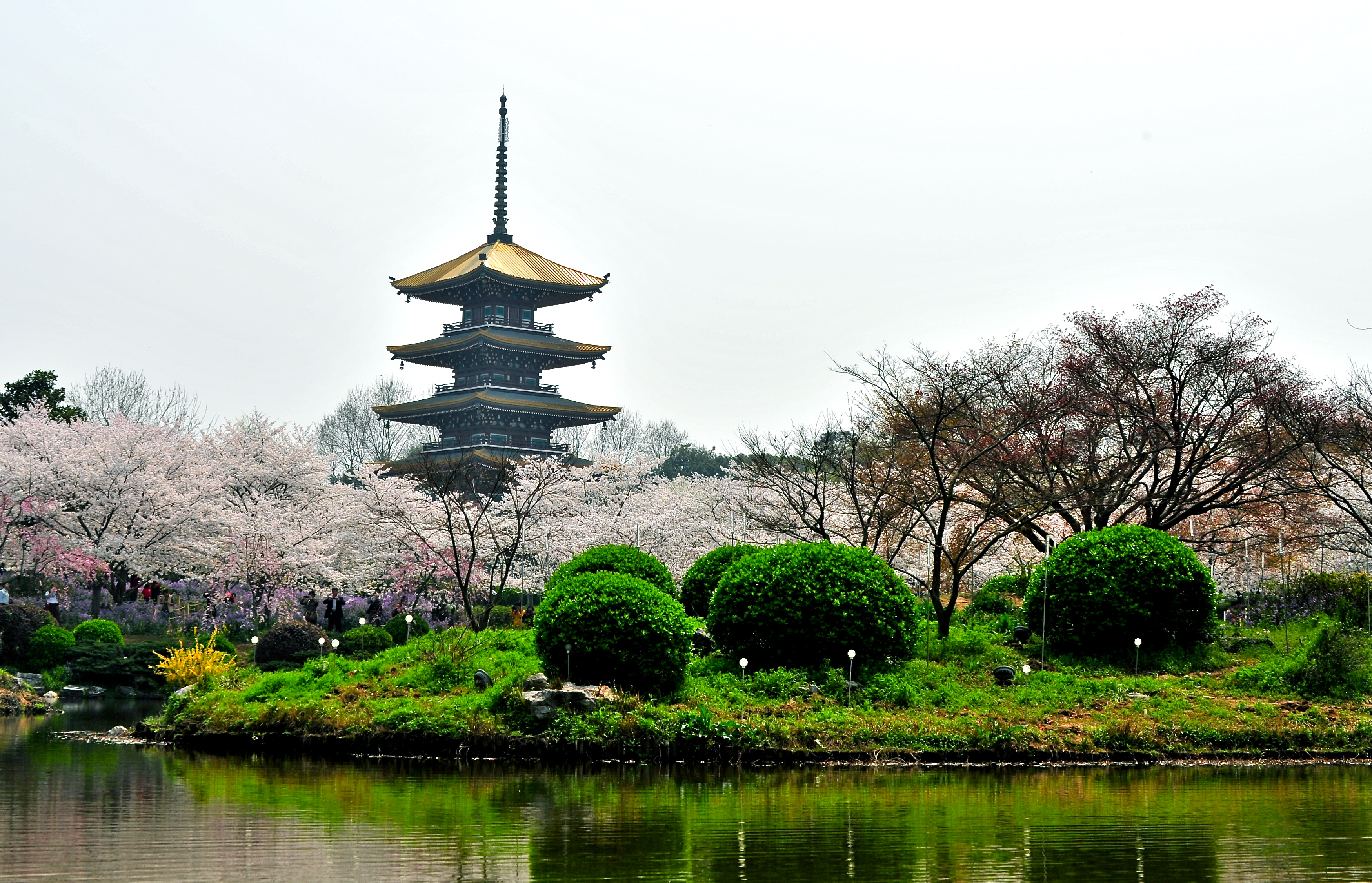
東湖桜花園

東湖桜花園（とうこおうかえん、中国語: 东湖樱花园、英語: East Lake Cherry Blossom Park）は武漢東湖磨山桜園とも呼ばれ、中華人民共和国の湖北省武漢市武昌区の東湖地区にある桜の名所。面積は東京ドーム4個分の敷地に、ソメイヨシノや枝垂桜など約60種類、1万本以上の桜が植えられている。多いときは1日に8万人以上が訪れる、中国屈指の桜の名所である。
日本軍の武漢占領時代からこの武漢大学近辺には日本の桜が植えられていて、戦後も1978年の日中平和友好条約を記念し、78本のソメイヨシノが日本から贈られ、今でもその内の1本は花を咲かせている。
遼寧省大連市旅順口区の龍王塘桜花園と共に中国の２大桜の名所となっている。 